# Cryptotettix fanovana
Cryptotettix fanovana är en insektsart som beskrevs av Günther, K. 1974. Cryptotettix fanovana ingår i släktet Cryptotettix och familjen torngräshoppor. Inga underarter finns listade i Catalogue of Life.